# Slagelse Wolfpack 2012
Questa voce raccoglie le informazioni riguardanti gli Slagelse Wolfpack nelle competizioni ufficiali della stagione 2012.

## Danmarksserien 2012

### Stagione regolare
| Tisvilde 21 aprile 2012, ore 15:00 2ª giornata | Tisvilde Bulls | 22 – 2 referto | Slagelse Wolfpack | Idrætsanlægget i Tisvilde |

| Stege 29 aprile 2012, ore 15:00 3ª giornata | Lolland Wild Dogs /Stege Pittbulls | 0 – 50 (a tavolino) referto | Slagelse Wolfpack | Møn Friskole |

| Slagelse 13 maggio 2012, ore 15:00 5ª giornata | Slagelse Wolfpack | 0 – 50 (a tavolino) referto | Kalundborg Mustangs | Bag Slagelse Svømmehal |

| Slagelse 20 maggio 2012, ore 14:00 6ª giornata | Slagelse Wolfpack | 38 – 26 referto | Tisvilde Bulls | Bag Slagelse Svømmehal |

| Slagelse 26 maggio 2012, ore 15:00 7ª giornata | Slagelse Wolfpack | 36 – 6 referto | Herlev Rebels II | Bag Slagelse Svømmehal |

| Kalundborg 9 giugno 2012, ore 15:00 9ª giornata | Kalundborg Mustangs | 0 – 34 referto | Slagelse Wolfpack | Rynkevangsskolens boldbane |

| Herlev 5 agosto 2012, ore 15:00 13ª giornata | Herlev Rebels II | 0 – 50 referto | Slagelse Wolfpack | Kildegårdsskolen |

| Slagelse 18 agosto 2012, ore 15:00 15ª giornata | Slagelse Wolfpack | 25 – 6 referto | Amager Demons II | Bag Slagelse Svømmehal |

| Næstved 26 agosto 2012, ore 15:00 16ª giornata | Næstved Vikings | 38 – 6 referto | Slagelse Wolfpack | H.G. Idrætsanlæg |

| Slagelse 8 settembre 2012, ore 15:00 18ª giornata | Slagelse Wolfpack | 0 – 38 referto | Køge Marines | Bag Slagelse Svømmehal |

### Playoff
| Odense 15 settembre 2012, ore 15:00 Wild Card | Odense Thrashers | 33 – 35 referto | Slagelse Wolfpack | Bolbroparken |

| Næstved 22 settembre 2012, ore 15:00 Semifinale | Næstved Vikings | 16 – 15 referto | Slagelse Wolfpack | H.G. Idrætsanlæg |

## Statistiche di squadra
| Competizione      | %Vittorie | In casa | In casa | In casa | In casa | In casa | In casa | In trasferta | In trasferta | In trasferta | In trasferta | In trasferta | In trasferta | Totale | Totale | Totale | Totale | Totale | Totale |
| Competizione      | %Vittorie | G       | V       | N       | P       | Pf      | Ps      | G            | V            | N            | P            | Pf           | Ps           | G      | V      | N      | P      | Pf     | Ps     |
| ----------------- | --------- | ------- | ------- | ------- | ------- | ------- | ------- | ------------ | ------------ | ------------ | ------------ | ------------ | ------------ | ------ | ------ | ------ | ------ | ------ | ------ |
| Stagione regolare | .600      | 5       | 3       | 0       | 2       | 99      | 126     | 5            | 3            | 0            | 2            | 142          | 60           | 10     | 6      | 0      | 4      | 241    | 186    |
| Playoff           | .500      | 0       | 0       | 0       | 0       | 0       | 0       | 2            | 1            | 0            | 1            | 50           | 49           | 2      | 1      | 0      | 1      | 50     | 49     |
| Totale            | .583      | 5       | 3       | 0       | 2       | 99      | 126     | 7            | 4            | 0            | 3            | 192          | 109          | 12     | 7      | 0      | 5      | 291    | 235    |